# Liste de personnalités liées aux Yvelines
Cette liste présente des personnes célèbres des Yvelines.

## Artistes

### Architectes
- Paul Abadie (1812-1884), fut conseiller municipal de Chatou. Il y est mort et sa tombe est dans le cimetière communal.
- Ange-Jacques Gabriel (1698-1782) fut Premier architecte du roi sous Louis XV. On lui doit notamment l'Opéra royal du château de Versailles, le Petit Trianon ainsi que le Pavillon de chasse du Butard à La Celle-Saint-Cloud.
- Jules Hardouin-Mansart (1646-1708), est mort à Marly-le-Roi. Il fut Premier architecte du roi sous Louis XIV. On lui doit de nombreux monuments des Yvelines, notamment à Versailles.
- Daniel Kahane est né le 27 octobre 1938 à Versailles.
- Pierre Parat est né le 16 avril 1928 à Versailles.
- André Wogenscky (1916-2004), a vécu et est mort à Saint-Rémy-lès-Chevreuse.

### Acteurs de cinéma et de théâtre
- Stéphane Audran née Colette Suzanne Jeannine Dacheville, le 8 novembre 1932 à Versailles.
- Bourvil né André Robert Raimbourg (1917-1970) est enterré dans le cimetière de Montainville.
- Sophie Broustal (née en 1967) est issue d'une famille aux racines bretonnes, de Trappes. Elle est l'épouse de l'acteur Bruno Todeschini.
- Barbara Cabrita est née le 9 mai 1982 à Trappes. Elle est d'origine portugaise et possède la double nationalité.
- Guillaume Canet est né le 10 avril 1973 à Boulogne-Billancourt et a grandi à Plaisir .
- Eddie Constantine né Edward Constantinowsky (1917-1993) vécut à Autouillet.
- Jamel Debbouze, né en 1975 à Paris, a passé son enfance à Trappes.
- Jean Dujardin, né le 19 juin 1972 à Rueil-Malmaison (Hauts-de-Seine) a vécu son enfance à Plaisir.
- Louis de Funès (1914-1983) eut une maison de campagne à Beulle (commune de Bazemont).
- Éric Judor a vécu dans le canton de Montfort-l'Amaury.
- Marie-Hélène Lentini, née en 1961 à Perpignan, habite à Houilles.
- Francis Perrin, né le 10 octobre 1947 à Versailles, acteur, scénariste et réalisateur. Il a été directeur du théâtre Montansier de 1992 à 2000.
- Elvire Popesco née Elvira Popescu résida à Mézy-sur-Seine de 1938 à 1985 dans la villa Paul Poiret.
- Robert Punzano réside à Viroflay. Il est comédien et auteur de la pièce à succès "Les Colocs".
- Claude Rich né Claude Robert Rich le 8 février 1929 à Strasbourg, vivait à Orgeval.
- Romy Schneider (1938-1982) est enterrée au cimetière de Boissy-sans-Avoir.
- Omar Sy, acteur et humoriste, né à Trappes en 1978, César, en 2012, du meilleur acteur pour son interprétation dans le film Intouchables.

### Réalisateurs
- Michel Gondry, né à Versailles en 1963.
- Patrick Schulmann, également acteur, est né le 2 janvier 1949 à Paris. Il décède le 19 mars 2002 au Chesnay, victime d'un accident de voiture à Neauphle-le-Vieux où il réside.
- Erich von Stroheim, également acteur, est mort le 12 mai 1957 à Maurepas et y est enterré.
- Jacques Tati (1907-1982), également acteur, est né au Pecq.

### Comédiens
- Du Croissy (1629-1695), comédien du XVIIe siècle, est mort à Conflans-Sainte-Honorine.
- Bellerose (? -1670), comédien du XVIIe siècle, vécut à Conflans-Sainte-Honorine.
- Robert Manuel (1916-1995) sociétaire honoraire de la Comédie-Française, a vécu à Plaisir et y est décédé en décembre 1995.
- Jérôme Niel est né à Trappes. Il a grandi à Lévis-Saint-Nom (vallée de Chevreuse).

### Couturiers
- Jacques Fath, couturier, vécut à Saint-Martin-des-Champs dans le château de Corbeville où il est enterré.
- Paul Poiret (1879-1964) se fit construire une villa à Mézy-sur-Seine.
- Valentino, né en 1932, propriétaire du château de Wideville à Crespières

### Dessinateurs
- Ferdinand Bac (1859-1952), dessinateur, caricaturiste et écrivain, a vécu cinq ans à Juziers dans sa résidence de l'« Ermitage d'Apremont ».
- Albert Dubout (1905-1976), dessinateur humoriste, a résidé à Mézy-sur-Seine de 1967 à 1976[1].
- Raymond Renefer, pseudonyme de Raymond Fontanet (1879-1957), dessinateur, et peintre post-impressionniste, résida à Andrésy de 1928 à sa mort.

### Humoristes
- Sophie Aram, née à Ris-Orangis en 1973, est scolarisée au lycée de la Plaine de Neauphle de Trappes.
- Jamel Debbouze, né à Paris en 1975, a passé son enfance à Trappes.
- Raymond Devos (1922-2006) a vécu et est enterré à Saint-Rémy-lès-Chevreuse.
- Michel Leeb a vécu à Montfort l'Amaury.
- Omar Sy, humoriste et acteur, né à Trappes en 1978.
- Arnaud Tsamere a grandi à Versailles et à Trappes
- Jérôme Niel est né à Trappes et à grandi à levis st nom.

### Peintres
- Georgette Agutte (1867-1922), peintre, vécut avec son mari, Marcel Sembat, à Bonnières-sur-Seine, où elle est enterrée.
- René Aubert (La Loupe, 1894 ; Versailles, 1977), peintre, trois de ses toiles sont conservées au Musée Lambinet de Versailles[2].
- François Bonvin (1817-1887), peintre de Saint-Germain-en-Laye
- Bernard Buffet (1928-1999) vécut de 1971 à 1978 dans son château de Villiers-le-Mahieu.
- Maurice Denis (1870-1943), né par hasard à Granville, a passé toute sa vie à Saint-Germain-en-Laye où sa dernière résidence le Prieuré a été transformé en musée consacré au mouvement des Nabis.
- André Derain (1880-1954), né à Chatou où il vécut jusqu'en 1907, s'est retiré à partir de 1935 dans une maison de campagne à Chambourcy.
- Guy-Rachel Grataloup (1935-2022), né à Nantua - A vécu et travaillé à Chevreuse où il avait son atelier. A créé en 2011, en collaboration avec les ateliers Loire (Chartres), les vitraux du Prieuré Saint-Saturnin
- Émile Lambinet (1813-1877), né à Versailles, a vécu ses 17 dernières années à Bougival. Le musée Lambinet à Versailles porte son nom.
- Claudine Loquen (1965-) a vécu de 1994 à 2011 à Maisons-Laffitte.
- Henri Le Sidaner (1862-1939) a vécu une partie de sa vie à Versailles.
- Claude-Max Lochu (1951-) a vécu de 2002 à 2017 à Carrières-sur-Seine où il a installé son atelier.
- Maximilien Luce (1858-1941) a installé son atelier en 1917 à Rolleboise où il vécut le reste de sa vie.
- Ernest Meissonier (1815-1891) s'installe en 1845 dans l'Enclos de l'Abbaye à Poissy, ville dont il devint maire.
- Berthe Morisot (1841-1895), a vécu successivement à Bougival, Mézy-sur-Seine et Juziers.
- Camille Pissarro (1830-1903), a vécu à Louveciennes entre 1869 et 1872. Il perdit de très nombreuses toiles dans sa maison saccagée par les troupes prussiennes en 1870.
- Maurice Utrillo (1883-1955), a vécu 17 ans au Vésinet.
- Maurice de Vlaminck (1876-1958), né à Paris, a passé sa jeunesse au Vésinet, puis s'est installé successivement à Chatou où il partagea son atelier avec André Derain, puis à Bougival avant de s'installer en Eure-et-Loir où il finit sa vie.
- Marc Giai-Miniet, peintre et sculpteur, né à Trappes en 1946, vit encore aujourd’hui dans sa maison natale.

### Photographes
- Robert Doisneau (1912-1994), célèbre photographe, a séjourné à Raizeux, village d'origine de sa famille, où il est enterré dans le cimetière communal aux côtés de sa femme.

### Sculpteurs
- Albert Bartholomé (1848-1928) est né à Thiverval-Grignon.
- Miguel Berrocal (1933-2006), sculpteur espagnol né à Villanueva de Algaidas (Malaga), a vécu dans une maison atelier construite par André Wogenscky à Crespières entre 1960 et 1964.
- Antoine Bourdelle (1861-1929) est un sculpteur français décédé dans la maison de son ami le fondeur Eugène Rudier au Vésinet[3] où il résidait.
- Félix Févola (1882-1939), sculpteur de Poissy.
- Marc Giai-Miniet, sculpteur et peintre, né à Trappes en 1946, vit encore aujourd’hui dans sa maison natale.
- Jean-Antoine Houdon (1741-1828) est né à Versailles.
- Marta Pan, née en 1923 à Budapest (Saint-Rémy-lès-Chevreuse).
- Philolaos Tloupas né en Grèce en 1923 vit et travaille à Saint-Rémy-lès-Chevreuse[4]

## Écrivains
- Alain (1868-1951), philosophe, vécut 34 ans au Vésinet où il est mort.
- Marcel Allain (1885-1969), coauteur de Fantomas, vécut 30 ans à Andrésy où il est mort.
- Louis Aragon (1897-1982), vécut 25 ans au moulin de Villeneuve à Saint-Arnoult-en-Yvelines où il est enterré en compagnie d'Elsa Triolet.
- Blaise Cendrars (1887-1961), possédait une maison au Tremblay-sur-Mauldre et y est enterré.
- Alphonse de Châteaubriant (1877-1951), a vécu à Versailles, rue de l'Orangerie. Ses enfants vont au lycée Hoche.
- Georges Courteline (1858-1929), romancier et dramaturge, a vécu à Villette.
- Jean Cocteau (1889-1963), poète, auteur de théâtre et cinéaste, né à Maisons-Laffitte où il vécut son enfance.
- Cyrano de Bergerac (1619-1655), vécut son enfance et son adolescence au château de Mauvières à Saint-Forget.
- Jehan Despert, né en 1921 à Versailles, résidant à Viroflay, c'est le poète des Yvelines qui est à l'origine du nom du département.
- Alexandre Dumas (1802-1870), vécut à Saint-Germain-en-Laye et au Port Marly où il fit construire une résidence, le château de Monte-Cristo (transformé en musée).
- José-Maria de Heredia (1842-1905), résida au château de Bourdonné à Bourdonné où il est mort le 3 octobre 1905.
- Victor Hugo résida un temps à Montfort-l'Amaury.
- Maurice Maeterlinck (1862-1949), acquit en 1924 le château de Médan qu'il quitta en 1940 pour se réfugier aux États-Unis.
- Octave Mirbeau (1848-1917), écrivain, journaliste, ami de Zola, défenseur de Dreyfus, critique d'art, anarchiste ... résida à Carrières-sous-Poissy puis fit construire en 1908 à Triel-sur-Seine où une rue et le théâtre portent son nom.
- Jacques Perret est un écrivain français né le 8 septembre 1901 à Trappes dans les Yvelines. Il est décédé à Paris le 10 décembre 1992.
- Victor R. Belot, historien, écrivain et peintre-surréaliste, né le 8 juillet 1923. Il a vécu à Trappes et est décédé au Chesnay le 2 janvier 2000.
- Robert Merle (1908-2004), a vécu et est mort à Grosrouvre.
- Roland Nadaus (né en 1945), poète, écrivain, conteur, pamphlétaire, auteur dramatique, fut l'élu de Guyancourt pendant 31 ans. Il présida la Ville nouvelle de Saint-Quentin-en-Yvelines dont il est considéré comme un des bâtisseurs.
- Anaïs Nin (1903-1977), a vécu à Louveciennes.
- Erik Orsenna, né en 1947, a vécu de nombreuses années aux Loges-en-Josas.
- Robert Poulet, écrivain et journaliste belge catholique, est mort à Marly-le-Roi en 1989.
- Albert Samain (1858-1900), poète symboliste, mort à Magny-les-Hameaux.
- Ivan Tourguéniev (1818-1883), vécut et est mort à Bougival (il fut inhumé à Saint-Pétersbourg). Sa maison a été transformée en musée.
- Elsa Triolet (1896-1970), née Kagan, a vécu et est morte au moulin de Villeneuve à Saint-Arnoult-en-Yvelines où elle est enterrée en compagnie de son mari Louis Aragon.
- François Villon (1431-1463), poète, né aux Loges-en-Josas.
- Louise Weiss (1893-1983), écrivain, militante féministe, vécut à Conflans-Sainte-Honorine.
- Émile Zola (1840-1902), acheta en 1878 une petite maison à Médan qu'il fera agrandir considérablement (transformée en musée).

## Musiciens

### Compositeurs
- Georges Bizet (1838-1875), mort à Bougival
- Claude Debussy (1862-1918), né à Saint-Germain-en-Laye
- Maurice Ravel né à Ciboure, Pyrénées-Atlantiques le 7 mars 1875, décédé Paris, 28 décembre 1937 habita à Montfort-l'Amaury
- Hugues Le Bars, auteur-compositeur, né le 13 octobre 1950 et mort le 1er novembre 2014, à vécu dans un Hameau près de Autouillet plus de 20 ans.

### Chanteurs
- Rosalie Levasseur cantatrice, interprète de Gluck, vécut à Conflans-Sainte-Honorine de 1772 à 1790
- Pauline Garcia-Viardot (1821-1910) a vécu à Bougival
- Georgius (1891-1970), né à Mantes-la-Ville, vécut à Bazoches-sur-Guyonne où il est enterré, de son vrai nom Georges Auguste Charles Guibourg, chanteur, chansonnier, comédien, scénariste et écrivain.
- Georges Brassens (1921-1981) fut propriétaire d'une maison (un moulin) à Crespières.
- Catherine Lara est née le 29 mai 1945 à Poissy.
- Sheila née le 16 août 1945 à Créteil, posséda une maison à Herbeville, puis à Feucherolles, puis à Gressey et maintenant à Garancières.
- Yannick Noah, né le 18 mai 1960 à Sedan dans les Ardennes, chanteur et ancien joueur de tennis, habite Feucherolles.
- Florent Pagny, né à Chalon-sur-Saône le 6 novembre 1961 est propriétaire d'une maison à Montfort-l'Amaury
- Till Fechner baryton-basse, artiste lyrique est né à Versailles.
- Benoît Poher, né le 27 juin 1979 à Mantes-la-Jolie, chanteur du groupe Kyo
- La Fouine, rappeur né le 25 décembre 1981 à Trappes
- Shy'm, chanteuse, née le 28 novembre 1985 à Trappes, a fréquenté le lycée Jean-Vilar de Plaisir.
- Charles Aznavour est enterré à Montfort-l'Amaury, où il possédait de nombreux terrains. Son fils est enterré également dans le caveau familial au cimetière de Montfort l'Amaury
- Véronique Sanson, née le 24 avril 1949 à Boulogne-Billancourt, vit à Triel-sur-Seine où elle se maria avec l'humoriste Pierre Palmade.
- Angélique Ionatos, compositrice et chanteuse grecque, née à Athènes en 1954, vit à Sartrouville.
- 47Ter, groupe de rap fondé par Pierre-Paul, Lopes et Blaise, tous originaires de Bailly.

## Danseuse
- Joséphine Baker (1906-1975), chanteuse, danseuse et meneuse de revue, a vécu de 1929 à 1947 dans la villa « Le Beau-Chêne », au Vésinet.

## Philosophes
- Guillaume Postel, orientaliste, philologue et théosophe, meurt en 1581 dans la ferme (la ferme de Vaugien) qu'il possède à Trappes[5].

## Industriels et chefs d'entreprise
- Aimé Bonna (1855-1930), ingénieur et constructeur de tuyaux d'assainissement en béton armé eut une usine et une maison à Achères et Conflans-Sainte-Honorine. Il fit construire des pavillons tout en béton à Conflans. Il est mort à Achères.
- Les frères Caudron installèrent leur société notamment sur l'aérodrome de Guyancourt. Le 1er juillet 1933 l'entreprise Caudron a fusionné avec le groupe Renault.
- Henry Deutsch de la Meurthe (1846-1919), industriel et philanthrope, résida au domaine de Romainville à Ecquevilly où il est mort, fit notamment construire des dirigeables à Montesson et fut à l'origine de l'institut aérotechnique à Saint-Cyr-l'École.
- Jules Gévelot (1826-1904), industriel, ancien maire de Conflans-Sainte-Honorine
- Les frères Lebaudy, industriels du sucre, firent voler des ballons dirigeables à Moisson au début du XXe siècle.
- Gaston Lenôtre, né en 1920, pâtissier, fondateur de l'École Lenôtre à Plaisir (Yvelines) en 1971.
- Christophe-Philippe Oberkampf, fondateur de la manufacture royale de Jouy-en-Josas en 1869, maire de la ville de 1790 à 1793, y est mort en 1815.
- François Pinault, industriel, habite le château de la Mormaire à Grosrouvre, à côté de Montfort-l'Amaury.
- Vincent Charlemagne Pluchet (1774-1837) a été maire de la commune de Trappes en 1812. Il est l'inventeur en 1829 d'une charrue qui porte son nom[6].

## Personnalités politiques
- Sully (1559-1641), ministre d'Henri IV, né à Rosny-sur-Seine
- Jean Frédéric Phélypeaux, comte de Maurepas (1701-1781), né à Versailles
- Charles-François Lebrun (1739-1824), troisième consul, mort dans sa propriété de Sainte-Mesme
- Marie-Jean Hérault de Séchelles (1759-1794), député de Seine-et-Oise à la Convention nationale, a habité Épône
- Jean Monnet (1888-1979), l'un des pères fondateurs de l'Union européenne, a vécu et est mort dans sa maison de Bazoches-sur-Guyonne
- Auguste Warnier (1810-1875), député d'Alger, décédé à Versailles
- Bernard Hugo est un homme politique, membre du Parti communiste français, né le 4 octobre 1930. Il a été maire de Trappes de 1966 à 1996 et sénateur des Yvelines, maire honoraire de Trappes.

### Président de la République
- Adolphe Thiers (1797-1877) a dirigé le premier gouvernement de la Troisième République installé à Versailles pendant l'insurrection de la Commune, s'est installé en 1877 à Saint-Germain-en-Laye où il est mort la même année.
- Georges Pompidou (1911-1974) possédait une maison à Orvilliers où il est enterré.

### Ministres et anciens ministres
- Pierre Bédier, né en 1957, ancien maire de Mantes-la-Jolie, député des Yvelines, secrétaire d'État aux Programmes immobiliers de la justice (2002-2004), président du conseil général de 2005 à 2008. Après un empêchement pour condamnation, il a été réélu conseiller général en 2013, et préside à nouveau le conseil général depuis 2014.
- Maurice Berteaux (1852-1911), fut ministre de la Guerre, maire de Chatou, député de Seine-et-Oise, président du conseil général de Seine-et-Oise, il est inhumé dans le cimetière de Chatou.
- Franck Borotra, né en 1937, ancien ministre de l'industrie, fut président du conseil général des Yvelines de 1994 à 2005.
- Léon Blum (1872 - 1950), ancien président du Conseil, et son épouse Jeanne ont vécu dans leur maison de Jouy-en-Josas à partir de 1945. Il y est décédé en 1950 et elle en 1982
- Robert Boulin (1920-1979), ministre du Travail, a été retrouvé mort dans la forêt de Rambouillet.
- Christine Boutin a été nommée le 17 mai 2007, ministre du Logement et de la Ville, juin 2009,
- Henri Cuq, (1942-2010) ministre délégué aux Relations avec le Parlement, ancien député des Yvelines (9e circonscription).
- Benoît Hamon, ministre délégué auprès du ministre de l'Économie, des Finances et du Commerce extérieur, chargé de l'économie sociale et solidaire dans le gouvernement Jean-Marc Ayrault. En juin 2012, il est élu député de la onzième circonscription des Yvelines.
- Jacques Laffitte (1764-1844), banquier, président du Conseil, a donné son nom à Maisons-Laffitte.
- Gérard Larcher, ministre délégué à l'Emploi, au Travail et à l'Insertion professionnelle des jeunes, ancien maire de Rambouillet, président du sénat, habite à Rambouillet.
- Jean-Marie Louvel fut maire du Vésinet de 1945 à 1953 et ministre de l’Industrie sous la IVe République entre 1950 et 1954.
- Valérie Pécresse, née en 1967, député des Yvelines, a été nommée le 18 mai 2007, ministre de l'Enseignement supérieur et de la Recherche.
- Michel Rocard, député européen, ancien premier ministre de 1988 à 1991, ancien député des Yvelines (1969-1973 et 1978-1993), ancien maire de Conflans-Sainte-Honorine (1977-1994).
- Victor Schœlcher (1804-1893), sous-secrétaire-d'État à la Marine et aux colonies, vécut à Houilles où il est mort.
- Pierre Séguier (1588-1672), garde des Sceaux puis chancelier de France sous Louis XIII, résida à L'Étang-la-Ville où il se fit construire un château.
- Marcel Sembat (1862-1922), député de la Seine, ministre, vécut à Bonnières-sur-Seine où il est enterré.
- Catherine Tasca, sénateur des Yvelines, ancien ministre de la Culture et de la Communication dans le gouvernement Lionel Jospin de 2000 à 2002.

### Président du conseil régional d'Île-de-France
- Jean-Paul Huchon, ancien maire de Conflans-Sainte-Honorine

### Présidents du conseil général
Voir : Liste des présidents du conseil général des Yvelines

## Diplomates
- Ferdinand de Lesseps est né à Versailles en 1805.

## Militaires
- François Henri d'Elbée de La Sablonnière, général de la Révolution française, qui participe à 15 ans à la grande victoire de Fontenoy en 1745 et où il est blessé. Il naît à Sonchamp le 9 février 1730.
- Louis de Buade de Frontenac (1622-1698) est né à Saint-Germain-en-Laye.
- Claude Ursule Gency, général de la Révolution et de l'Empire (1765-1845) est né et mort à Meulan.
- Louis de Noailles (1713-1793), maréchal de France, gouverneur du château de Saint-Germain-en-Laye en 1789, né à Versailles, mort à Saint-Germain-en-Laye.
- François Joseph Paul de Grasse (1722-1788), amiral, marquis de Tilly, a résidé dans son château de Tilly où il est mort.
- Lazare Hoche, général de la révolution est né à Versailles en 1768.
- Louis Lepic, général d'Empire, s'est retiré à Andrésy où il est mort en 1827.
- Samuel François Lhéritier, général d'Empire et baron, fut maire de Conflans-Sainte-Honorine de 1821 à 1829.
- François Achille Bazaine (1811-1888), maréchal de France, né à Versailles, fut condamné à mort en 1873 par une cour de justice militaire siégeant au Grand Trianon.
- Joseph Joffre (1852-1931), maréchal de France, a terminé sa vie au pavillon de la Châtaigneraie, à Louveciennes. Il est enterré dans un mausolée à sa mémoire dans le parc de la propriété.

## Scientifiques
- Jean-Baptiste de La Quintinie (1624-1688), agronome, créateur du potager du roi, est mort à Versailles.
- François Quesnay (1694-1774), économiste, est né à Méré.
- Paul-Marie Leroy (vers 1733-1795), ingénieur de la Marine, né à Guyancourt.
- Jean Chanorier (1746-1806), agronome, homme politique, fut le dernier seigneur et le premier maire de Croissy-sur-Seine où il est mort.
- Antoine Nicolas Duchesne (1747-1827, botaniste et jardinier, est né à Versailles.
- Henri Giffard, le 24 septembre 1852, fait un vol de démonstration entre Paris et Trappes, à la vitesse de 7 km/h dans un aérostat, ballon de 2 500 m3 qui utilise une petite machine à vapeur pour se propulser.
- Léon Teisserenc de Bort 1855-1913, il installa sur sa fortune propre à Trappes un observatoire privé de météorologie, l'observatoire aérologique de l'ONM, devenu celui de la Météorologie Nationale en 1945.
- Salomon Reinach (1858-1932), archéologue, conservateur puis directeur du musée d'archéologie nationale, né à Saint-Germain-en-Laye.
- Albert Calmette (1861-1933), médecin et biologiste a vécu à Jouy-en-Josas.
- Victor Aubert (1874-1948) archéologue maulois. Le musée municipal de Maule porte son nom.
- Louis de Broglie (1892-1987), physicien et mathématicien, mort à Louveciennes.
- Jacques Lacan (1901-1981), psychanalyste, eut une maison de campagne appelée « la Prévôté » à Guitrancourt où il repose dans le cimetière communal.
- Jean-Paul Trachier (1925-2007), journaliste et astronome, fondateur de l'Observatoire de Triel-sur-Seine et du Parc aux étoiles.

## Sportifs
- Nicolas Anelka, joueur de football, né le 14 mars 1979 à Versailles, a vécu à Trappes.
- Pascal Barré, né le 12 avril 1959 à Houilles, athlète français spécialiste du 100 m et du 200 m, médaillé de bronze au relais 4 × 100 m en 1980 aux Jeux de Moscou avec son frère jumeau Patrick Barré.
- Patrick Barré, né le 12 avril 1959 à Houilles, athlète français spécialiste du 100 m, médaillé de bronze au relais 4 × 100 m en 1980 aux Jeux de Moscou avec son frère jumeau Pascal Barré.
- Joel Bats, goal de l'équipe de France sous le règne de Michel Platini (années 80), habite à l'Etang la Ville.
- Sandy Casar, coureur cycliste, né le 2 février 1979 à Mantes-la-Jolie.
- Nicole Hassler, le 1er juin 1941 et décédée le 19 novembre 1996, patineuse, a fait partie de l'équipe municipale de Plaisir en qualité de déléguée aux sports.
- Amélie Mauresmo née le 5 juillet 1979 à Saint-Germain-en-Laye, est une joueuse de tennis.
- Ahmed El Mousaoui, né le 31 mars 1990, champion d’Europe de boxe et de France, a vécu a Trappes.
- Yannick Noah, né le 18 mai 1960 à Sedan dans les Ardennes, chanteur et ancien joueur de tennis, habite Feucherolles.
- Linda Pradel, née à Trappes le 4 juin 1983, est une handballeuse de l'équipe de France, évoluant au poste de gardienne. Elle joue actuellement au club du Havre.
- Pascal Tayot, judoka née le 15 mars 1965 à Gennevilliers dans les Hauts-de-Seine. Double champion d'Europe au début des années 1990. Médaillé olympique en 1992, a pour club d'origine : E.S.C.Trappes à l'âge de 9 ans.
- Moussa Sow, footballeur professionnel, né le 19 janvier 1986 à Mantes-la-Jolie.
- Olivier Saint-Jean, basketteur, né à Maisons-Alfort (Val-de-Marne) le 3 novembre 1974 de parents originaires de Guyane, a passé son adolescence à Versailles.
- Patrick Vieira, né le 23 juin 1976 à Dakar, Sénégal, est un footballeur français qui évolua Football Club de Trappes de 1984 à 1986.
- Morgan Charrière, pratiquant français de MMA, né en 1995 et ayant grandi à Issou, évoluant actuellement au Cage Warriors.
- Nicolas Pépé, né le 29 mai 1995 à Mantes la Jolie, footballeur professionnel et international ivoirien.
- Caroline Garcia, née le 16 octobre 1993 à Saint-Germain-en-Laye, est une joueuse de tennis professionnelle, double vainqueur de Roland-Garros en double.

## Théologiens et ecclésiastiques
- Angélique Arnauld (1591-1661), abbesse et réformatrice de Port-Royal des Champs.
- Pierre Gerlier (1880-1965), cardinal, archevêque de Lyon, né à Versailles.
- Guillaume Postel, 1510-1581 orientaliste, philologue et théosophe français. Esprit universel et cosmopolite, représentant français le plus caractéristique de la kabbale chrétienne, résida à la ferme de Vaugien de Trappes.
- Saint Vincent de Paul fut précepteur dans la famille d'Emmanuel de Gondi dans l'ancien château de Villepreux et habita à Villepreux (1607-1617 ?).
- Ordéric Vital (1075-1142), historien et théologien du Moyen Âge, vécut au prieuré de Maule.

## Monarques
- Jacques II d'Angleterre est mort à Saint-Germain-en-Laye en 1701.

### Rois de France ayant résidé dans le territoire actuel des Yvelines
- Saint Louis (1214-1270) est né et a été baptisé à Poissy.
- Philippe III de France, dit Philippe le Hardi (1245-1285), né à Poissy, roi de France de 1270 à 1285.
- François Ier (1494-1547) est mort au château de Rambouillet.
- Henri II (1519-1559) est né à Saint-Germain-en-Laye.
- Henri IV (1553-1610) résida à Saint-Germain-en-Laye.
- Louis XIII (1601-1643) est décédé à Saint-Germain-en-Laye.
- Louis XIV (1638-1715), né à Saint-Germain-en-Laye, installa la Cour à Versailles en 1682 et y est décédé.
- Louis XV (1710-1774) est né et mort à Versailles.
- Louis XVI (1754-1793) est né à Versailles.
- Louis XVIII (1755-1824) est né à Versailles.
- Charles X (1757-1836) est né à Versailles.

## Nobles
- Louis d'Orléans (1703-1752), fils du régent Philippe d'Orléans, est né à Versailles
- Henri Léonard Bertin (1720-1792), seigneur de Chatou de 1762 à 1791, contrôleur général des Finances et ministre d’État de Louis XV[7].
- Mercy Argenteau (1727-1794), seigneur de Conflans-Sainte-Honorine de 1779 à 1789, ambassadeur d'Autriche à Paris
- Louis Philippe d'Orléans (1725-1785), fils de Louis d'Orléans, est né à Versailles.
- Louis Charles de France parfois appelé Louis XVII (1785-1795), fils de Louis XVI, est né à Versailles.
- François Petau de Maulette (1742-1805), né à Maulette, mort à Montfort-l'Amaury, fut député de la noblesse aux États généraux de 1789.

## Divers
- Vincent Charlemagne Pluchet (1774-1837), maire de Trappes de 1812 à 1837. Il invente en 1829 une charrue qui porte son nom : un exemplaire en est exposé aujourd'hui au Conservatoire de l'agriculture de Chartres
- Émile Henri Pluchet, petit-fils de Vincent Charlemagne Pluchet, né le 13 mars 1845 à Trappes, fut président de la Société des agriculteurs de France et Régent de la Banque de France.
- Hélène Boucher (1908-1934), aviatrice, s'est tuée dans un accident d'avion en décollant de l'aérodrome de Guyancourt.
- Corentin Houssein, streamer et vidéaste, connu sous le pseudonyme de Gotaga, né à Mantes-la-Jolie en 1993.

### Radio-Télévision
- Michel Péricard, ancien maire de Saint-Germain-en-Laye.
- Patrick Schulmann, né le 2 janvier 1949 à Paris, il décède le 19 mars 2002 au Chesnay, victime d'un accident de voiture à Neauphle-le-Vieux où il résidait.

### Criminel
- Henri Désiré Landru (1869-1922) commit une série de crimes dans ses maisons louées à Vernouillet et à Gambais et fut guillotiné à Versailles.